# 변형균강
변형균강(變形菌綱, Myxogastria 또는 Myxogastrea)은 점균하강에 속하는 아메바류 강의 하나이다. 변형균아강(變形菌亜綱, Myxogastria)으로 분류하기도 한다. 이전에는 진점균강(Myxomycota)으로 불렀다. 5목 14과 62속 888종으로 이루어져 있다.

## 하위 분류
- 변형균강 (Myxogastria)
  - Echinostelida
  - 사단균충목 (Liceida)
  - 풀무균충목 (Physarida)
  - 세사균충목 (Stemonitida)
  - Trichiida
- 진점균강 (Myxomycota)
  - 자사점균목 (Echinosteliales)
  - 콩점균목 (Liceales)
  - 망사점균목 (Physarales)
  - 자주색솔점균목 (Stemonitales)
  - 갈적색털점균목 (Trichiales)